# Karneval u Granvilleu
Karneval u Granvilleu je karneval koji se održava svake godine tijekom pet dana prije poklada u Granvilleu (Normandija, Francuska). To je jedan od najvažnijih i poznatijih festivala u Francuskoj. Tijekom 137-og izdanja 2011. godine ugostio je oko 130.000 posjetitelja. Karneval Granvillea uključuje članove cijele zajednice i obližnje općine, te dopridonosi jedinstvu zajednice i osjećaju pripadnosti, a povezano znanje prenosi se unutar obitelji i odbora. Zbog toga je upisan na UNESCO-ov popis nematerijalne svjetske baštine u Europi 2016. godine.

## Povijest
Priča o karnevalu povezana je s pomorskom poviješću grada Granvillea. U vrijeme kada je ribolov bakalara bio glavna djelatnost luke, anualni odlazak u Grand Banks odvijao se oko poklada. Karneval je ribolovcima bio posljednja stranka prije otiskivanja na otvoreno more. Prvo izdanje karnevala, s organizacijskim odborom, održalo se 7. veljače 1875. godine. Karneval je dio tradicije dobrotvornih svečanosti jer među plutajućim vozilima (cavalcades) koji čine kavalkadu, „vozilo milostinje” (char de la charité) prikuplja sredstva za pomoć najsiromašnijima. Ta je tradicija obnovljena 2003., a od posljednjeg karnevala prikupljaju se sredstva za jednu granvilsku udrugu.

## Odlike
Niz plutajućih procesija započinje s gradonačelnikovim predavanjem ključeva Kralju karnevala (papir maše figura), isprekidano s marširajućim bendovima. Vozila (cavalcades), njih ukupno oko 40, često karikiraju aktualne događaje, politiku i slavne osobe, a stvara ih oko 2.500 stanovnika koji ih kreiraju šest mjeseci. Svaki „pokladnik” je dio odbora koji predstavlja područje grada ili skupinu prijatelja, kolega ili obitelji. Lokalni odjeli također pomažu u izgradnji nekih vozila i pridonose ukupnoj logistici. Održavaju se društveni balovi za različite dobne skupine, kao i bitke konfetima na gradskom trgu. Svečanosti završavaju s „noću intriga” kada pokladnici u šaljivim kostimima zbijaju šale s voljenima ili podmiruju neke dugove bez straha od kazne. Konačno, kralj biva osuđen i spaljen u luci.

## Poveznice
- Riječki karneval
- Karneval Aalst
- Karneval Binche
- Schemenlaufen

## Vanjske poveznice
- Službene stranice karnevala
- Video primjer na youtube